# Wysadzenie pociągu amunicyjnego pod Gołębiem
Wysadzenie pociągu amunicyjnego pod Gołębiem – akcja żołnierzy Batalionów Chłopskich, którzy w nocy z 12 na 13 września 1943 zatrzymali, zaatakowali, a następnie wysadzili niemiecki pociąg amunicyjny na obecnej linii kolejowej nr 7 pomiędzy Puławami a Gołębiem w pobliżu przystanku kolejowego Gołąb.

## Tło akcji
Ponadlokalne znaczenie linii kolejowej wiodącej z Warszawy do Lublina i dalej na Ukrainę skłoniło wczesną wiosną 1943 władze obwodu puławskiego Okręgu Lublin BCh do podjęcia działań, mających na celu rozpoznanie ruchu niemieckich transportów wojskowych na tej linii. Po zdobyciu niezbędnych informacji rozpoczęto działania wymierzone przeciwko tym transportom. Sukcesem zakończył się przeprowadzony 12 maja 1943 atak na pociąg urlopowy pod Gołębiem. Wysadzenie pociągu amunicyjnego było kontynuacją takich działań.

## Przygotowania do akcji
12 września żołnierze rejonów II (komendant Józef Mazur ps. „Słyk”), III (komendant Józef Politkowski ps. „Szmer”) i IV (komendant Jan Jabłoński ps. „Drzazga”) obwodu puławskiego skoncentrowali się w lasach w okolicy Gołębia. Późnym popołudniem dołączył do nich komendant obwodu Stefan Rodak ps. „Rola” wraz z czwórką innych żołnierzy. Żołnierze w łącznej liczbie 135 odpoczywali po wielokilometrowych marszach na miejsce zbiórki i przygotowywali się do walki. Odbyła się odprawa. Cel ataku nie był jeszcze w tym momencie ostatecznie wybrany. Dowództwo stało przed wyborem pomiędzy pociągiem urlopowym a amunicyjnym. Swoją decyzję uzależniało od szczegółowych danych wywiadowczych. Takie dane dotarły po zmierzchu. Wynikało z nich, że cztery minuty po północy będzie przejeżdżał pociąg rzekomo wypełniony granatami, karabinami i amunicją strzelecką. Stefan Rodak, jako dowodzący akcją, wybrał pociąg amunicyjny. Wydzielona grupa żołnierzy udała się do Bałtowa i Borysowa, aby zorganizować transport dla broni, którą zamierzano zdobyć. Reszta przemieściła się na miejsce akcji.
Żołnierze Batalionów Chłopskich, podzieleni na trzy plutony, rozlokowali się w lesie na północ od Puław. Wystawiono także ubezpieczenie od strony Gołębia. Dwa plutony zajęły stanowiska wzdłuż dwutorowej w tym miejscu linii kolejowej. Ich zadaniem był atak na pociąg. Trzeci pluton ulokował się na południe od nich. Jego zadaniem było odcięcie uciekających Niemców i ubezpieczanie dwóch pozostałych plutonów od strony Puław, w okolicy których stacjonowało około 2000 niemieckich żandarmów, własowców i żołnierzy węgierskich. Saperzy Batalionów Chłopskich założyli ładunki wybuchowe.

## Przebieg akcji
Od godziny 23:00 żołnierze oczekiwali na pociąg, będący celem. Przed północą obok ich stanowisk przejechał inny pociąg. O godzinie 00:04, zgodnie z planem, nadjechał pociąg amunicyjny. Założony ładunek wybuchł pod drugą lokomotywą prowadzącą skład, co spowodowało jego wykolejenie. Żołnierze poderwali się ze swoich stanowisk i ruszyli w kierunku pociągu. Rozbroili załogę pierwszej lokomotywy i eskortę znajdującą się z przodu składu. Eskorta z tyłu składu broniła się z użyciem broni maszynowej, lecz atak Polaków zmusił ją do ucieczki w kierunku lasu. Tam żołnierze niemieccy natknęli się na trzeci polski pluton, który wykorzystując zaskoczenie, zabił wszystkich uciekających. Żołnierze Batalionów Chłopskich otworzyli wagony, lecz znaleźli w nich jedynie bomby lotnicze i amunicję artyleryjską do wyrzutni Nebelwerfer. Nie będąc w stanie ani wykorzystać zawartości transportu, ani nawet wywieźć go do jakichś kryjówek, dowództwo podjęło decyzję o podpaleniu pociągu. Kilku żołnierzy zostało przy pociągu, aby go podpalić, a reszta rozpoczęła wycofywanie się z miejsca akcji. Pociąg płonął szybciej niż się tego spodziewano, co sprawiło, że wycofujący się żołnierze nie znaleźli się w bezpiecznej od niego odległości. Eksplodujące wagony rozrzucały po okolicy pociski artyleryjskie, co znacznie utrudniało ewakuację. Szczęśliwie, żaden z żołnierzy nie odniósł obrażeń wskutek tego niespodziewanego „ostrzału”. Dopiero około godziny 12:00 wszyscy dotarli do zaplanowanego miejsca zbiórki.
W reakcji na dochodzące do Puław i słyszane w promieniu kilkudziesięciu kilometrów odgłosy eksplozji, w mieście został najpierw ogłoszony alarm przeciwlotniczy, a potem, gdy zorientowano się, że przyczyną nie jest atak lotniczy, a akcja partyzantów, wezwano posiłki do ochrony siedziby starostwa.

## Skutki akcji
W wyniku akcji zginęło 17 Niemców. Dwóch żołnierzy Batalionów Chłopskich zostało lekko rannych. Rany odniosło również 7 mieszkańców Gołębia i Wólki Gołębskiej. Zniszczono 2 lokomotywy i 56 wagonów towarowych wraz z ładunkiem – amunicją artyleryjską i bombami lotniczymi. Linia kolejowa została zniszczona na odcinku 200 metrów, co spowodowało trwającą 36 godzin przerwę w ruchu. W Gołębiu i Wólce Gołębskiej spłonęło kilka budynków, które zajęły się od amunicji rozrzucanej po okolicy przez eksplozje płonącego pociągu.